# Valter Unefäldt
 (octobre 2013).
Si vous disposez d'ouvrages ou d'articles de référence ou si vous connaissez des sites web de qualité traitant du thème abordé ici, merci de compléter l'article en donnant les références utiles à sa vérifiabilité et en les liant à la section « Notes et références ».
 Inge Valter Unefäldt, né le 23 mai 1923 à Södra Unnaryds socken dans le Småland  et mort le 29 mai 2011 à Södertälje est un écrivain et traducteur suédois, auteur de quelques romans policiers de littérature d'enfance et de jeunesse.

## Œuvres
- Äh lägg av, säger Steffe [Oh arrête dit Steffe] (1971)
- Råttan på repet [Le Rat sur la corde] (1974)
- Polisen som vägrade svara [La police a refusé de répondre] (1979), écrit en collaboration avec Gösta Unefäldt
- Okej säger Steff [OK, dit Steffe] (1976)
- Att vara fjorton bast' [Être quatorze libériennes] (1992)

### Adaptation à la télévision
- 1982 : Polisen som vägrade svara, mini-série suédoise, en 4 épisodes, réalisée par Arne Lifmark

## Prix et distinctions
- 1974 : Svenska Deckarakademin (sv) pour Råttan på repet
- 1979 : Sherlock-priset (sv) pour Polisen som vägrade svara